# Goodwin Knight
Goodwin Jess Knight (Provo, 9 de dezembro de 1896 — Inglewood, 22 de agosto de 1970) foi governador do estado americano da Califórnia entre 1953 e 1959. Membro da ala moderada do Partido Republicano, ele perdeu as eleições para o Senado dos Estados Unidos de 1958, o que fortaleceu os elementos conservadores do partido no estado, liderados por Richard Nixon. Nixon veio a se candidatar para a Presidência dos EUA em 1960 pelo partido, frustrando as intenções de Goodwin Knight, que desejava ser o candidato.